# Panquetzaliztli

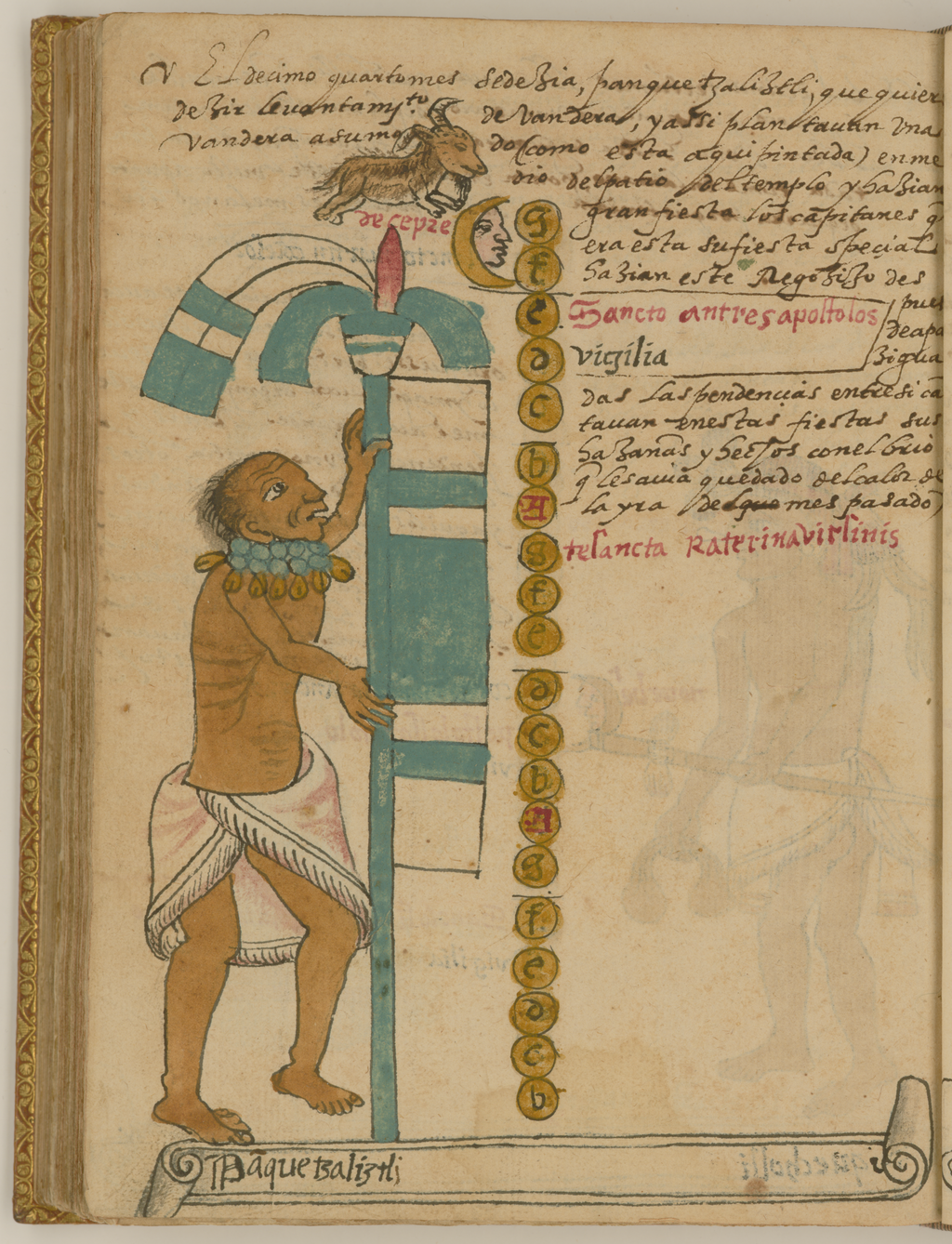
El Códice Tovar, atribuido al jesuita mexicano del Juan de Tovar, contiene información detallada acerca de los ritos y las ceremonias de los aztecas (también conocidos como mexicas). El códice está ilustrado con 51 pinturas en acuarela a toda la página. Las pinturas, con una fuerte influencia de los manuscritos pictográficos anteriores a la conquista, presentan una calidad artística excepcional. El manuscrito se divide en tres secciones. La primera sección es una historia de los viajes de los aztecas antes de la llegada de los españoles. La segunda sección es una historia ilustrada de los aztecas. La tercera sección contiene el calendario Tovar, que cuenta con un calendario civil azteca con los meses, las semanas, los días, las letras dominicales y los festivales religiosos del año cristiano de 365 días. En esta ilustración, de la tercera sección, un hombre viejo y demacrado sostiene un estandarte adornado con franjas azules y banderines. Lleva un collar de cuentas azules con pendientes de oro. Sobre la cabeza del hombre hay una cabra. El texto describe el mes como uno en el que los capitanes de guerra celebran. El mes, identificado como diciembre con el símbolo astrológico de Capricornio, se llama Panquetzaliztli (el izamiento de banderas). Estaba dedicado a Huitzilopochtli, el dios del Sol y de la guerra. El color azul se puede asociar con este dios, cuyo nombre significa «Parte izquierda del colibrí azul». astrología; calendario azteca; dioses aztecas; aztecas; Calendarios; códice; Indígenas de México; pueblos indígenas; Mesoamérica; Códice Tovar.

El Pānquetzaliztli o Panketzaliztli (del náhuatl: Pānquetzaliztli ‘levantamiento de banderas' /pām+ketsa+lis+tli/’) es el decimoquinto mes del calendario náhuatl de 365 días. Durante este mes se realizan los festejos para honrar al dios Huitzilopochtli de los aztecas o mexicas. En los 20 días que tenía de duración dicho mes que coincide entre el 30 de noviembre al 19 de diciembre y del 29 de noviembre al 18 de diciembre en años bisiestos del calendario gregoriano actual, donde se realizaban bailes y cantos. 
Durante esta ceremonia los amos de las víctimas a sacrificar realizaban un ayuno que finalizaba al final del mes y de la festividad de Pānquetzaliztli, cuando se producía la muerte de los cautivos, algunos de estos en el juego de la pelota o tlachtli. Además se elaboraba una figura del dios con masa de huautli y maíz tostado amasado con miel de maguey, que se comía después del sacrificio de los cautivos y esclavos.